# Абача, Сани
Сани Абача (англ. Sani Abacha; 20 сентября 1943[…], Кано, Колониальная Нигерия — 8 июня 1998[…], вилла Асо, Абуджа) — нигерийский военный и государственный деятель, генерал-лейтенант (звание присвоено в 1987 году).

## Биография
Получил военное образование в Великобритании и США. В 1983 и 1985 годах участвовал в подготовке военных переворотов. С 1990 года — министр обороны, с 1992 года — вице-президент Нигерии. С 1993 года после организованного им переворота стал председателем Временного правящего совета и Федерального исполнительного совета.
Период правления Абачи был отмечен коррупцией, гонениями на инакомыслящих (казнь Кена Саро-Вивы, смертный приговор Олусегуну Обасанджо, заочное судебное преследование Воле Шойинки) и серией внешнеполитических неудач. Из-за многочисленных нарушений прав человека США ввели против Нигерии экономические санкции, её членство в Содружестве наций было приостановлено.
Диктатор скончался в президентской вилле в Абудже 8 июня 1998 года и был похоронен в тот же день. Официальной причиной смерти был объявлен сердечный приступ, однако быстро распространилась версия об отравлении. Сообщалось, что Абача провёл ночь в компании двух индийских проституток, вызванных из Дубая. Одна из них поднесла ему стакан апельсинового сока с ядом. 

## Поиск похищенного
В настоящее время правительство Нигерии пытается вернуть в страну поступления от экспорта нефти, вывезенные Абачей за рубеж, и составляющие по оценочным данным сумму в 4 млрд долл. Поиском похищенных средств в банках Швейцарии и Люксембурга занимается швейцарский юрист Энрике Монфини.
В июне 2010 года младший сын диктатора, Абба Абача (род. 1968), был условно осуждён швейцарским судом в Женеве на 24 месяца тюремного заключения за «отмывание денег» в период правления своего отца. Абба, вместе со своим старшим братом Мохаммедом, контролировал значительную часть денег своего отца после открытия секретных счетов в швейцарских банках. Часть этих денег (около 600 миллионов долларов) Швейцария возвратила Нигерии по просьбе этой страны.